# Allan Manneberg
Thor Gunnar Allan Manneberg, född 10 oktober 1900 i Svinhults socken, Östergötlands län, död 24 januari 1972 i Nacka kommun, Stockholms län, var en svensk folkmusiker.

## Biografi
Manneberg föddes 1900 i Svinhults socken. Han var son till kyrkoherden Carl Johan Manneberg. Allan Manneberg lärde sig spela fiol när han var sex år gammal av sin bror Bertil Manneberg (1893–1931). Han lärde sig även spela av spelmannen Oskar i Glappa. Manneberg bodde under några år i Särna och Idre i Dalarna. Där kom han bland annat i kontakt med spelmännen Bäck Alvar och Olmos Olof (Spak Olle). Av dem lärde han sig en del bakmeslåtar och andra melodier. Manneberg flyttade sedan tillbaka till Svinhult och började öva med spelmännen i sin hembygd. 1927 deltog han på riksspelmansstämman i Stockholm. Manneberg bildade 1927 tillsammans med spelmannen Carl G. Lindqvist Östergötlands spelmansförbund. De fick bidrag till förbundets bildandet av spelmannen Ivar Hultqvist, Norrköping och museiuppsyningsmannen Ernst Granhammar, Stockholm. 1930 tog Manneberg landsfiskalsexamen och blev polisman och utredningsman i Nacka. Manneberg avled 1972 i Nacka kommun.
Manneberg tilldelades Zornmärket 1943 i Linköping. Han är begravd på Nacka norra kyrkogård.

## Upptecknade låtar
Manneberg samlade in låtar efter spelmännen Carl Johan Manneberg, Alfred Köhler, Carl Gustaf Åstrand, Oskar Johansson (Oskar i Glappa), Pontus Romanus Wallin, Karl Axelsson (Kalle Börs), Axel Forsell, Jan Jansson och Viktor Hansson.

## Kompositioner
Mannebergs kompositioner är melodiösa och välbyggda. Hans låtar har många likheter med låtar från Dalarna.
- Polska i D-dur.[2]
- Vals i D-moll.[2]
- Gånglåt i G-dur.[2]
- Gånglåt i D-dur.[2]
- Fiolmarsch i D-moll.[2]
- Polska i D-dur.[2]
- Mannebergsvalsen i A-dur.[2]
- Vals Qvintiluren i A-dur.[2]
- Vals Sextioåringen i A-dur. Låten komponerades till Carl Nilssons i Äskebäck sextioårsdag.[2]
- Kisamarschen i A-dur.[2]
- En spelmans sorgelåt i A-moll. Marschen komponerades till minne av hans far och bror.[2]
- Stamparepolskan (julpolska) i G-dur.
- Polska i D-dur.
- Majvalsen i D-dur. Komponerad 9 maj 1943.